# Primera Divisió (2012/2013)
Primera Divisió (2012/2013) to osiemnasta edycja najwyższej klasy rozgrywkowej piłki nożnej w Andorze. Sezon planowo rozpoczął się 23 września 2012 roku, a zakończył 21 kwietnia 2013 roku. Tytuł mistrzowski obroniła drużyna Lusitanos, zdobywając drugi tytuł w historii.

## Format rozgrywek
Osiem uczestniczących drużyn gra mecze każdy z każdym w pierwszej fazie rozgrywek. W ten sposób odbywa się pierwszych 14 meczów. Następnie liga zostaje podzielona na dwie grupy po cztery zespoły. W obu grupach drużyny rozgrywają kolejne mecze – dwukrotnie (mecz i rewanż) z każdą z drużyn znajdujących się w jej połówce tabeli. W ten sposób każda z drużyn rozgrywa kolejnych sześć meczów, a punkty i bramki zdobyte w pierwszej fazie są brane pod uwagę w fazie drugiej. Górna połówka tabeli walczy o mistrzostwo Andory oraz kwalifikacje do rozgrywek europejskich, natomiast dolna połówka broni się przed spadkiem. Do niższej ligi spada bezpośrednio ostatnia drużyna, a przedostatnia musi rozgrywać baraż z drugą drużyną z niższej ligi.

## Uczestniczące drużyny
| \| Uczestnicy poprzedniej edycji \| Uczestnicy poprzedniej edycji \| Uczestnicy poprzedniej edycji \| Uczestnicy poprzedniej edycji \| \| ------------------------------------------------------------------------------------------------------------- \| ----------------------------- \| ----------------------------- \| ----------------------------- \| \| LUS \| FC Lusitanos \| 1 \| \| \| SFC \| FC Santa Coloma \| 2 \| \| \| SUE \| UE Santa Coloma \| 3 \| \| \| SJU \| UE Sant Julià \| 4 \| \| \| PRI \| CE Principat \| 5 \| \| \| ENG \| UE Engordany \| 6 \| \| \| INT \| Inter Club d’Escaldes \| 7 \| \| \| Awans z Segona Divisió \| \| \| \| \| ENC \| FC Encamp \| 1 \| \| \| Oznaczenia: - kolumna pierwsza – skróty nazw drużyn, - kolumna trzecia – miejsce zajęte w poprzednim sezonie. \| \| \| \| Po poprzednim sezonie spadła drużyna FC Rànger's (8.). | LUSSFCSUESJUPRIENGINTENC Lokalizacja klubów grających w Primera Divisió 2012/2013 |   |
| Uczestnicy poprzedniej edycji |                                                                                   |   |
| LUS | FC Lusitanos                                                                      | 1 |
| SFC | FC Santa Coloma                                                                   | 2 |
| SUE | UE Santa Coloma                                                                   | 3 |
| SJU | UE Sant Julià                                                                     | 4 |
| PRI | CE Principat                                                                      | 5 |
| ENG | UE Engordany                                                                      | 6 |
| INT | Inter Club d’Escaldes                                                             | 7 |
| Awans z Segona Divisió |                                                                                   |   |
| ENC | FC Encamp                                                                         | 1 |
| Oznaczenia: - kolumna pierwsza – skróty nazw drużyn, - kolumna trzecia – miejsce zajęte w poprzednim sezonie. |                                                                                   |   |

## Pierwsza runda

### Tabela
| Lp. | Drużyna               | M  | Z  | R | P  | Bramki | Bramki | Różn. | Pkt | Uwagi                               |
| --- | --------------------- | -- | -- | - | -- | ------ | ------ | ----- | --- | ----------------------------------- |
| 1   | FC Lusitanos          | 14 | 10 | 3 | 1  | 55     | 11     | +44   | 33  | Kwalifikacja do grupy mistrzowskiej |
| 2   | UE Santa Coloma       | 14 | 9  | 3 | 2  | 39     | 14     | +25   | 30  | Kwalifikacja do grupy mistrzowskiej |
| 3   | UE Sant Julià         | 14 | 9  | 3 | 2  | 32     | 9      | +23   | 30  | Kwalifikacja do grupy mistrzowskiej |
| 4   | FC Santa Coloma       | 14 | 8  | 5 | 1  | 25     | 12     | +13   | 29  | Kwalifikacja do grupy mistrzowskiej |
| 5   | CE Principat          | 14 | 3  | 3 | 8  | 17     | 30     | −13   | 12  | Kwalifikacja do grupy spadkowej     |
| 6   | FC Encamp             | 14 | 3  | 1 | 10 | 14     | 49     | −35   | 10  | Kwalifikacja do grupy spadkowej     |
| 7   | UE Engordany          | 14 | 2  | 2 | 10 | 14     | 47     | −33   | 8   | Kwalifikacja do grupy spadkowej     |
| 8   | Inter Club d’Escaldes | 14 | 2  | 0 | 12 | 14     | 38     | −24   | 6   | Kwalifikacja do grupy spadkowej     |

### Wyniki pierwszej rundy
| Gospodarz \ Gość      | ENC | ENG | SFC | INT | LUS  | PRI | SJU | SUE |
| FC Encamp             |     | 1:1 | 0:4 | 2:3 | 0:11 | 3:0 | 0:5 | 2:9 |
| UE Engordany          | 1:4 |     | 1:3 | 3:2 | 1:4  | 1:1 | 0:4 | 1:5 |
| FC Santa Coloma       | 2:0 | 2:1 |     | 2:1 | 0:0  | 2:2 | 1:1 | 2:0 |
| Inter Club d’Escaldes | 1:2 | 1:3 | 0:2 |     | 1:7  | 1:4 | 0:2 | 1:3 |
| FC Lusitanos          | 3:0 | 6:1 | 3:0 | 5:1 |      | 5:0 | 1:1 | 2:2 |
| CE Principat          | 2:0 | 2:0 | 1:3 | 0:2 | 1:3  |     | 1:4 | 1:1 |
| UE Sant Julià         | 5:0 | 5:0 | 1:1 | 1:0 | 1:4  | 1:0 |     | 0:1 |
| UE Santa Coloma       | 2:0 | 7:0 | 1:1 | 2:0 | 2:1  | 4:2 | 0:1 |     |

Aktualne na 7 marca 2013. Źródło: 
Objaśnienia:
1Drużyna gospodarzy jest wymieniona po lewej stronie tabeli.
Kolory: zielony – zwycięstwo gospodarzy, żółty – remis, różowy – zwycięstwo gości.

### Pozycja po kolejkach
| Drużyna / Kolejka     |   |   |   |   |   |   |   |   |   |    |    |    |    |    |
| Drużyna / Kolejka     | 1 | 2 | 3 | 4 | 5 | 6 | 7 | 8 | 9 | 10 | 11 | 12 | 13 | 14 |
| --------------------- | - | - | - | - | - | - | - | - | - | -- | -- | -- | -- | -- |
| Lusitanos             | 1 | 4 | 3 | 2 | 1 | 1 | 1 | 1 | 1 | 1  | 1  |    |    |    |
| Sant Julià            | 1 | 1 | 1 | 1 | 2 | 2 | 2 | 2 | 2 | 2  | 2  |    |    |    |
| FC Santa Coloma       | 4 | 3 | 2 | 3 | 3 | 3 | 3 | 3 | 3 | 3  | 3  |    |    |    |
| UE Santa Coloma       | 3 | 2 | 4 | 4 | 4 | 4 | 4 | 4 | 4 | 4  | 4  |    |    |    |
| Principat             | 7 | 8 | 8 | 7 | 5 | 5 | 5 | 5 | 5 | 5  | 5  |    |    |    |
| Engordany             | 6 | 5 | 7 | 5 | 6 | 6 | 6 | 6 | 6 | 7  | 6  |    |    |    |
| Inter Club d'Escaldes | 5 | 7 | 5 | 6 | 7 | 7 | 7 | 7 | 8 | 8  | 8  |    |    |    |
| Encamp                | 7 | 6 | 6 | 8 | 8 | 8 | 8 | 8 | 7 | 6  | 7  |    |    |    |

## Druga runda

### Grupa mistrzowska
| Lp. | Drużyna          | M  | Z  | R | P | Bramki | Bramki | Różn. | Pkt | Uwagi                                       |
| --- | ---------------- | -- | -- | - | - | ------ | ------ | ----- | --- | ------------------------------------------- |
| 1   | FC Lusitanos (M) | 20 | 13 | 5 | 2 | 65     | 17     | +48   | 44  | Liga Mistrzów UEFA • I runda kwalifikacyjna |
| 2   | FC Santa Coloma  | 20 | 10 | 9 | 1 | 31     | 16     | +15   | 39  | Liga Europy UEFA • I runda kwalifikacyjna   |
| 3   | UE Santa Coloma1 | 20 | 11 | 4 | 5 | 47     | 25     | +22   | 37  | Liga Europy UEFA • I runda kwalifikacyjna   |
| 4   | UE Sant Julià    | 20 | 10 | 4 | 6 | 38     | 18     | +20   | 34  |                                             |

### Grupa spadkowa
| Lp. | Drużyna               | M  | Z | R | P  | Bramki | Bramki | Różn. | Pkt | Uwagi                                    |
| --- | --------------------- | -- | - | - | -- | ------ | ------ | ----- | --- | ---------------------------------------- |
| 5   | CE Principat          | 20 | 6 | 3 | 11 | 23     | 35     | −12   | 21  |                                          |
| 6   | Inter Club d’Escaldes | 20 | 6 | 0 | 14 | 22     | 42     | −20   | 18  |                                          |
| 7   | FC Encamp             | 20 | 5 | 2 | 13 | 18     | 55     | −37   | 17  | Kwalifikacja do baraży o Primera Divisió |
| 8   | UE Engordany (S)      | 20 | 4 | 3 | 13 | 20     | 56     | −36   | 15  | Spadek do Segona Divisió                 |

### Wyniki drugiej rundy
| Gospodarz \ Gość | LUS | SFC | SJU | SUE |
| FC Lusitanos     |     | 1:1 | 2:0 | 2:1 |
| FC Santa Coloma  | 0:0 |     | 1:0 | 2:2 |
| UE Sant Julià    | 2:4 | 0:0 |     | 0:1 |
| UE Santa Coloma  | 2:1 | 1:2 | 1:4 |     |

| Gospodarz \ Gość      | PRI | ENG | INT | ENC |
| CE Principat          |     | 2:1 | 0:1 | 1:0 |
| UE Engordany          | 1:0 |     | 2:1 | 1:1 |
| Inter Club d’Escaldes | 2:1 | 3:0 |     | 1:0 |
| FC Encamp             | 0:2 | 2:1 | 1:0 |     |

## Baraże o Primera Divisió
| 19 maja 2013 20:00 CEST | FC Encamp | 3:0 | Atlètic D'Escaldes |  |
|                         |           |     |                    |  |

| 26 maja 2013 18:00 CEST | Atlètic D'Escaldes | 1:51:3 | FC Encamp |  |
|                         |                    |        |           |  |

Drużyna FC Encamp wygrała w dwumeczu 8:1 i zagra w kolejnej edycji Primera Divisió.